# Nazi-Konzentrationslager
Nazi-Konzentrationslager, Originaltitel Nazi Concentration Camps, ist ein vom United States Army Signal Corps und vom United States Counsel for the Prosecution of Axis Criminality 1945 produzierter Dokumentarfilm über die Situation in den Konzentrationslagern nach der Ankunft alliierter Truppen. Neben der amerikanischen Dokumentation Der Nazi-Plan und dem einstündigen sowjetischen Film Die von den deutsch-faschistischen Invasoren in der UdSSR verübten Gräueltaten war diese Dokumentation filmisches Beweismittel der Anklage im Nürnberger Prozess gegen die Hauptkriegsverbrecher. Bei diesem Prozess wurden erstmals filmische Beweismittel eingesetzt.

## Inhalt

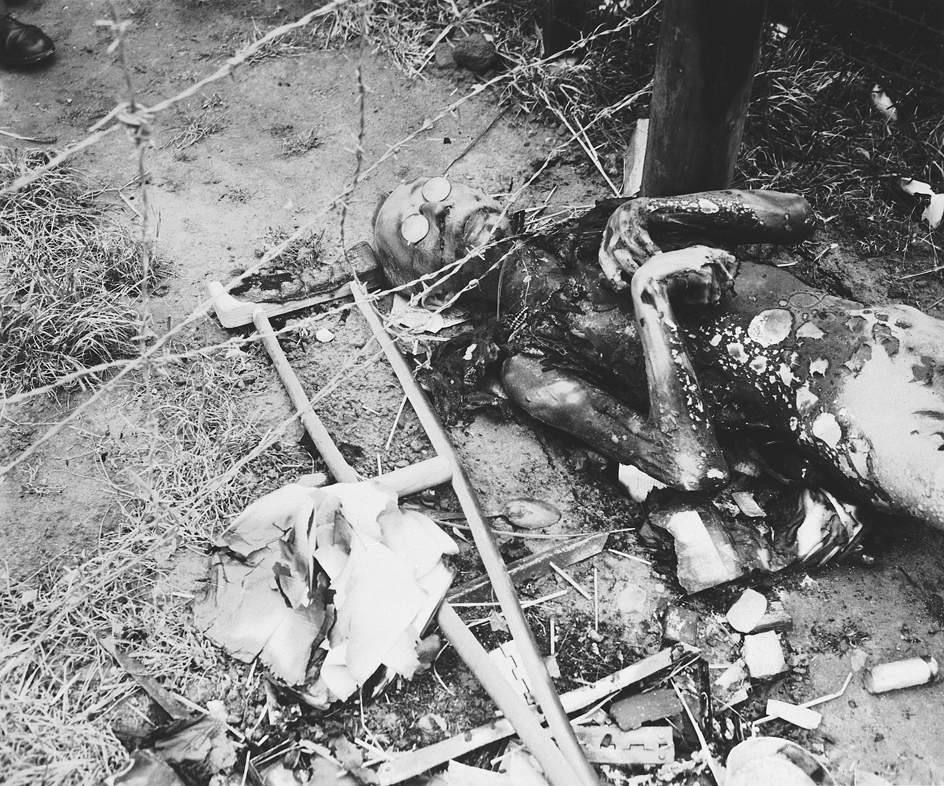
Leiche eines KZ-Häftlings mit Brille verfangen im Stacheldraht. Dieser Mann wurde während des Massakers von Abtnaundorf ermordet. Dieses Bild wird in Nahaufnahme in der ersten Sequenz des Films zum KZ-Außenlager Leipzig-Thekla gezeigt.

Gezeigt und kommentiert werden Aufnahmen von Leichen sowie Überlebenden in den Konzentrationslagern nach der Ankunft alliierter Truppen. Weiterhin werden zu Demonstrationszwecken auch Foltermethoden des KZ-Personals nachgestellt und die Konfrontation deutscher Zivilisten mit den KZ-Gräueln. Die Aufnahmen stammen u. a. aus dem KZ-Außenlager Hannover-Ahlem, KZ-Außenlager Leipzig-Thekla, KZ-Außenlager Penig, Zwangsarbeitslager Ohrdruf, Auffanglager Breendonk, KZ-Außenlager Boelcke-Kaserne, KZ Mauthausen, KZ Buchenwald, KZ Bergen-Belsen, KZ Dachau und der NS-Tötungsanstalt Hadamar (Aktion T4).

## Vor- und Abspann
Im Vor- und Nachspann wird eine Schrifttafel mit folgendem Inhalt gezeigt:
NAZI CONCENTRATION CAMPS / August 28, 1945 / This is an official documentary report compiled / from films made by military photographers / serving with the allied Armies as they advanced / into Germany. The films were made pursuant / to an order issued by General / Dwight D. Eisenhower, supreme commander, / allied expeditionary forces. / Robert H. Jackson / United States Chief of Counsel
Zusätzlich werden nach dem Vorspann beglaubigte Schriftstücke mit eidesstattlichen Erklärungen von Stevens und Ray Kellogg eingeblendet, die bestätigen, dass das vorliegende Bildmaterial nicht bearbeitet oder verändert wurde.

## Beweismittel im Nürnberger Hauptkriegsverbrecherprozess
Die drei Filmrollen umfassende Dokumentation Nazi-Konzentrationslager wurde als Beweismittel 2430-PS, Exhibit USA 79 durch Thomas J. Dodd von der Executive Trial Counsel for the United States seitens der Anklage im Nürnberger Hauptkriegsverbrecherprozess vorgelegt und am 29. November 1945 dort erstmals gezeigt. Zusätzlich wurde dem Gericht eine Niederschrift des Originalkommentars übergeben, der als Complete Text of Narration in Nazi Concentration Camps veröffentlicht wurde. Nach der Aufführung des Films herrschte unter den Angeklagten im Gerichtssaal Stille. Ein amerikanischer Gerichtspsychologe befragte am Abend nach der Aufführung des Films Angeklagte in ihren Zellen zu den gezeigten Aufnahmen. Die Reaktionen reichten von Kränkung seitens Hermann Göring, Ungläubigkeit seitens Joachim von Ribbentrop bis hin zu der Aussage von Karl Dönitz: „Was hatte ich in Gottes Namen mit diesen Dingen zu tun?“
Einige der Angeklagten wie Hans Frank und Walther Funk verloren völlig die Fassung und weinten vor Scham und Angst.

## Weitere Informationen zur Dokumentation
- Viele Sequenzen des Films wurden gekürzt für die Dokumentation Die Todesmühlen übernommen.[2]
- Ausschnitte aus Nazi-Konzentrationslager und Der Nazi-Plan wurden auch für den amerikanischen Film Nürnberg und seine Lehre (Originaltitel Nuremberg: its Lesson for Today) verwandt. Dieser 80-minütige Dokumentarfilm des amerikanischen Regisseurs Stuart Schulberg wurde 1948 in Stuttgart erstmals aufgeführt und in einer 2009 restaurierten Fassung auf der Berlinale 2010 gezeigt.[6]
- Die sich im Bundesarchiv befindende Kopie des Films ist unvollständig und hat eine Länge von 55,11 min. Weitere Kopien des Films befinden sich in den National Archives and Records Administration in Washington, D.C., im Steven Spielberg Jewish Film Archive in Jerusalem sowie im National Center for Jewish Film in Waltham, MA.[2]